# Calcanhar de aquiles

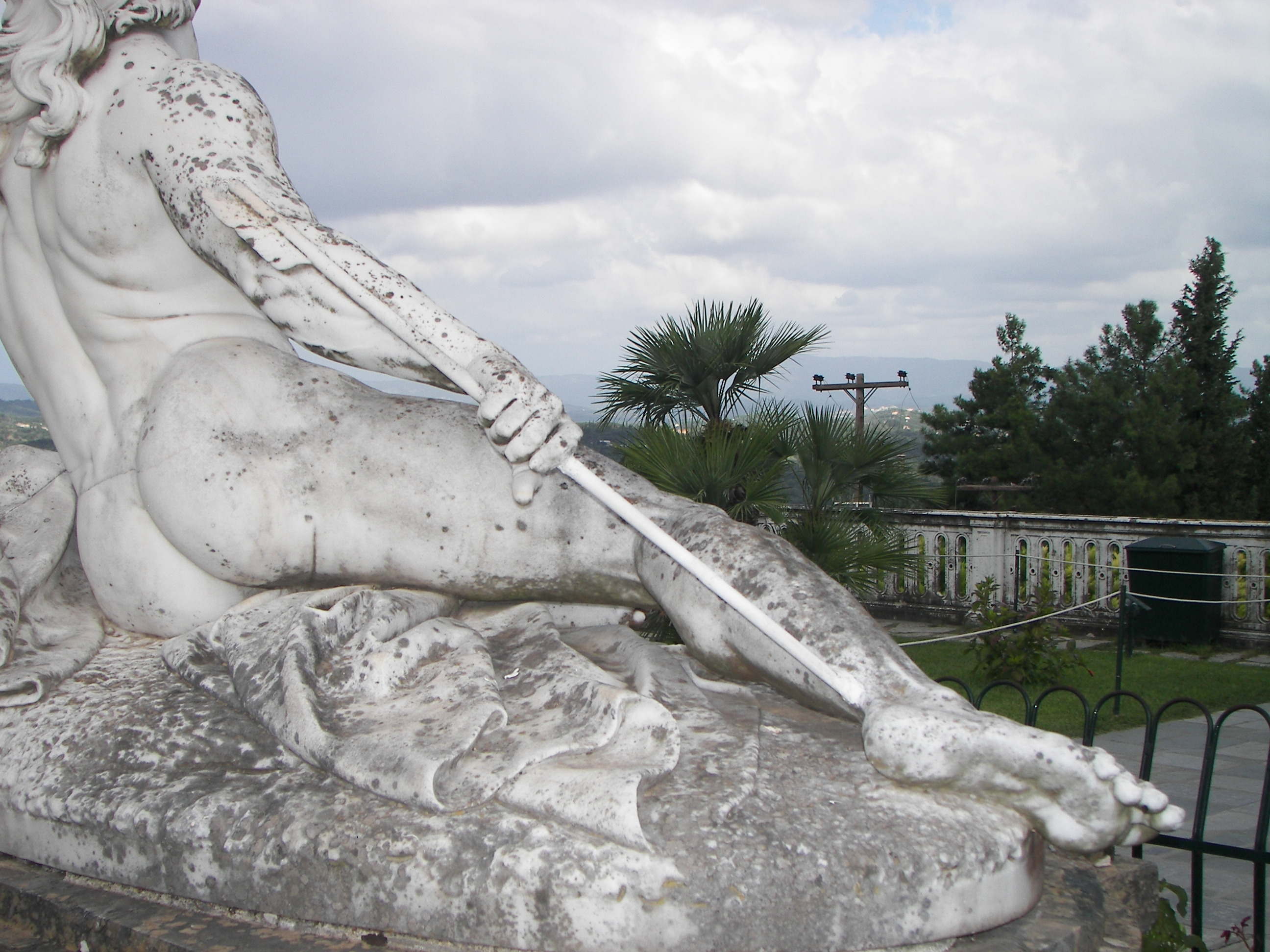
Estátua de Aquiles moribundo na ilha de Corfu

Um calcanhar de aquiles é um substantivo composto que significa fraqueza a despeito de uma força geral, que pode levar a derrota ou queda. Enquanto a origem mitológica se refere a vulnerabilidade física, referências idiomáticas a outros atributos ou qualidades que podem levar a queda são comuns.

## Origem
Na mitologia grega, quando Aquiles era um recém-nascido, foi predito que ele morreria jovem. Para preveni-lo de sua morte, sua mãe Tétis o levou ao rio Estige, que deveria dar o poder da invulnerabilidade, e mergulhou seu corpo na água. Porém, já que Tétis segurava Aquiles pelos calcanhares, eles não foram lavados pela água. Aquiles cresceu e tornou-se homem de guerra que sobreviveu a muitas batalhas.
Embora a morte de Aquiles seja prevista pela Ilíada de Homero, ela não ocorre de fato na Ilíada, mas é descrita em poemas e dramas gregos e romanos posteriores que tratam dos eventos após a Ilíada, na guerra de troia. Nos mitos em torno da guerra, é dito que Aquiles morreu devido a uma ferida em seu calcanhar, tornozelo ou torso, que foi causada por uma flecha, talvez envenenada, atirada por Paris.

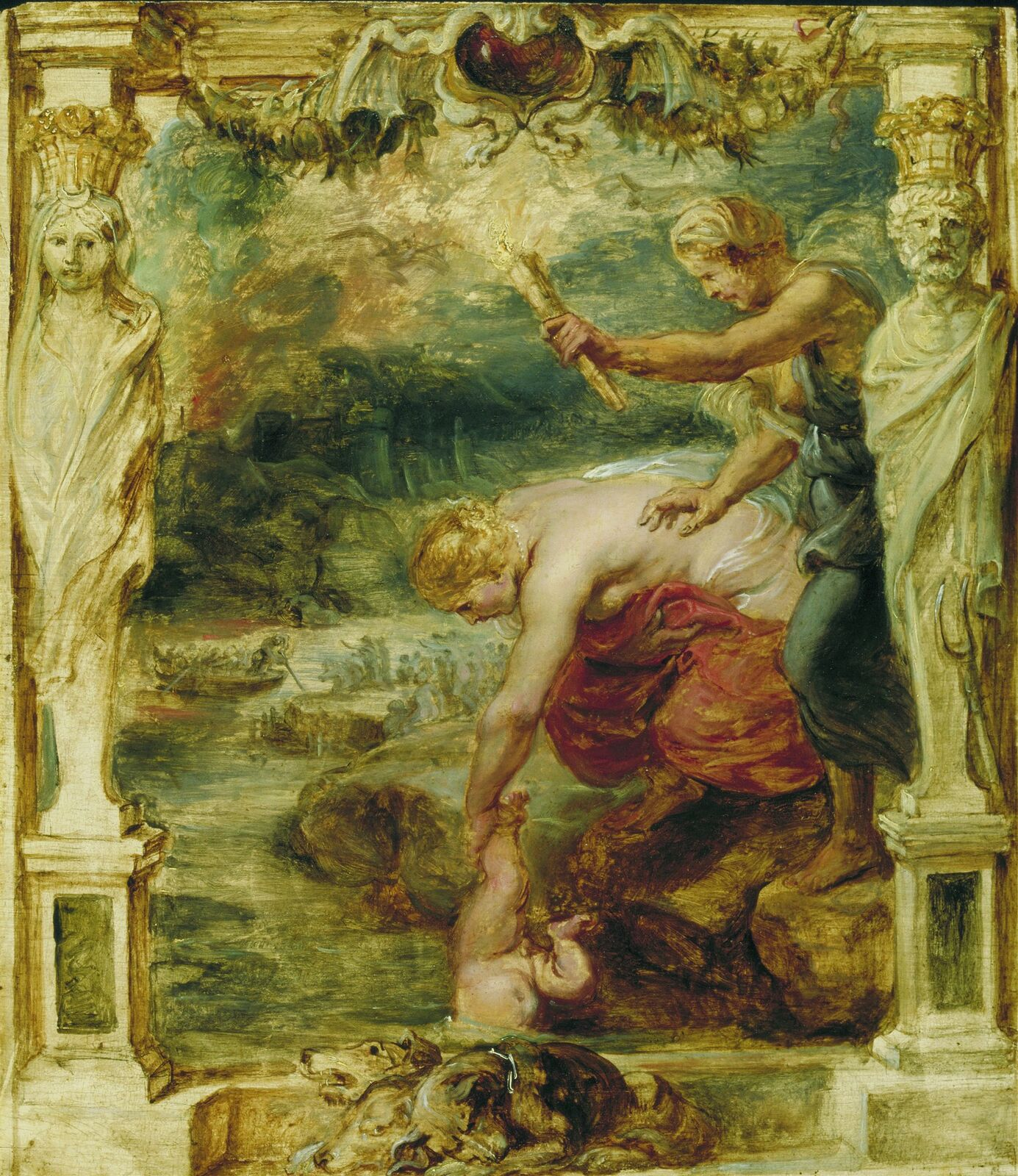
Pintura a óleo (aprox. de 1625) de Peter Paul Rubens da deusa Tétis banhando seu filho Aquiles no rio Estige, que corre pelo Hades. No fundo, o barqueiro Caronte carrega os mortos ao longo do rio.

## Anatomia
O registro mais antigo do tendão sendo chamado de tendão de Aquiles é de 1693, pelo anatomista holandês Philip Verheyen. Em seu texto amplamente utilizado, Corporis Humani Anatomia, ele descreveu a localização do tendão e afirmou que ele era comumente chamado "o cordão de Aquiles". Como uma expressão significando "área de fraqueza, ponto vulnerável", o uso de "calcanhar de aquiles" é recente, datando apenas de 1840, com um uso implícito na citação de Samuel Taylor Coleridge: "Ireland, that vulnerable heel of the British Achilles!" de 1810 (Oxford English Dictionary).